# 2021年货拉拉乘客跳车事件
2021年货拉拉乘客跳车事件（后称周阳春过失致人死亡案）是于2021年2月6日21时许发生在中华人民共和国湖南省长沙市岳麓区曲苑路的一起受到社会广泛关注的案件，造成一名乘客死亡。
长沙市岳麓区人民法院认定，乘客车莎莎（1997年－2021年2月10日，23岁）在货拉拉平台下单搬家货运服务，途中因司机周阳春服务态度不佳且偏离导航路线，心生恐惧，要求停车未被周阳春理会后，从运行中的微型面包车副驾驶用双手抓住货车右侧窗户下沿，且上身探出了车外，从车窗坠落受伤，后经抢救无效离世。 法院审理认为，司机周阳春未能对乘客车莎莎的跳车行为做出有效应对措施，并存在过错。
周阳春于2021年9月10日被长沙市岳麓区人民法院认定犯过失致人死亡罪，判处有期徒刑一年，缓刑一年，被告周阳春不服判决提出上诉。2022年1月7日，长沙市中级人民法院二審维持原判。
该案的判决引起较大争议，一些人认为判决结果显失公平，将其与“彭宇案”等联系起来。

## 事件经过
2月6日15时许，周阳春通过货拉拉接到车莎莎的搬家订单。
20时38分，周阳春與车莎莎見面，周阳春詢問车莎莎是否需要付费搬运服务，被车莎莎拒绝。车莎莎先后15次从1楼夹层将衣物、被褥等生活用品以及宠物狗搬至车上，上货过程共耗时36分钟，期间，周阳春多次催促车莎莎快点搬东西上车出发，并告知车莎莎，按照货拉拉平台规定，司机等待时间（含上货和卸货）超过40分钟将额外收取费用，车莎莎未予理会。
21时14分，周阳春驾驶车辆出发，车莎莎坐在副驾驶位置上。周阳春再次詢問车莎莎下車後是否需要卸车搬运服务，车莎莎又拒绝，周阳春因抢接其他业务，為了節省時間而更改行车路线。21时30分02秒前后，车莎莎在林语路曲苑路口發現後先後4次提醒周阳春车辆偏航，周阳春未予理睬。车莎莎於是要求停車，周阳春無動於衷。
车莎莎決定直接起身离开座椅并将身体探出车窗外，周阳春發現後轻点刹车减速并打开车辆双闪灯，最終车莎莎从车窗坠车，周阳春發覺後停车查看。
21时30分34秒，周阳春在曲苑路拨打120和110表示车莎莎在岳麓区曲苑路从车上跳窗，根据警方公布的监控视频显示，从最后一个车窗关着的路口监控时间，到司机拨打120的时间，间隔约40秒。车莎莎被紧急送往湖南航天医院进行抢救，进行两次开颅手术。最终车莎莎于2月10日因抢救无效去世。而货拉拉总部工作人员表示其客户端及车内没有相关录音、录像设备用以支持记录和取证的功能。

## 调查审理
事发后，家属曾按照司机的行车轨迹自驾行驶，“最后发现司机绕道而行三次偏离导航的地点都是很偏僻的角落。”（但实际上偏航的路线中路边就是警察局）
事发3天后，38岁的涉事司机周阳春被警方认为无罪而释放。自称为周阳春家属的网民发文称，“ 事件于2021年2月22日通过网络发酵，将周某春于2月22日中午传唤。”但是由于受到舆论压力，  3月3日长沙市公安局高新区分局发布消息称，周阳春因涉嫌过失致人死亡罪，已于2021年3月3日由检察机关批准逮捕。因涉嫌过失致人死亡罪被公安机关于2021年2月23日刑事拘留。同日，深圳市交通运输局已再次约谈货拉拉公司相关负责人，并将采取督促该司建立、完善交通运输相关安全管理体系，配备安全管理人员等措施，落实运输环节货物运输安全相关要求。
7月31日，有位自称是司机周阳春家属的网民在知乎发文，称长沙市公安局高新分局、岳麓区检察院、长沙市公共法律援助中心违规办案，禁止律师会见嫌疑人并强制指派法律援助律师，且指派的法援律师并未切实履职。文中还提到家属曾于3月11日下午5:00与市公安局领导周习文支队长在长沙公安高新分局见面，告知家属此案件铁板钉钉，已办成“铁案”的事实。
8月4日，司机周阳春家属向岳麓区检察院提交手续，希望能够依法行使为周阳春寻找辩护律师的权利。但岳麓区检察院案件管理中心以已有2位法律援助律师为理由，拒绝了家属要求。司机周阳春自3月被捕后，家属多次要求探视均被拒绝，要求寻找辩护律师也被拒绝。家属在微博上发文抱怨：“杀人放火都可以请律师，为什么我只能用法援？怎该有个说法？”
2021年8月13日，长沙市岳麓区检察院以司机周阳春涉嫌过失致人死亡罪提起公诉，量刑建议为有期徒刑一年，可适用缓刑，周阳春在庭审前已签署认罪认罚书。9月10日，长沙市岳麓区人民法院基于以下理由一审认定周阳春犯过失致人死亡罪，判处有期徒刑一年，缓期一年，周阳春一度当庭表示服从判决不上诉：
|  | 被告人周阳春作为货拉拉平台的签约司机，因等候装车时间长且两次提议收费搬运服务被拒后心生不满。其违背平台安全规则，既未提醒车莎莎系好安全带，又无视车莎莎反对偏航的意见，行车至较为偏僻路段，导致车莎莎心生恐惧而离开座位并探身出车窗。周阳春发现了车莎莎的危险举动后已经预见到车莎莎可能坠车，但轻信可以避免，未及时采取有效措施以致发生车莎莎坠亡的危害结果。周阳春的过失行为与车莎莎的死亡结果之间具有刑法上的因果关系，其行为已构成过失致人死亡罪，公诉机关指控的罪名成立。周阳春有自首情节、自愿认罪认罚、积极对被害人施救，法院采纳公诉机关的量刑建议，依法做出上述判决。 |

法院作出判决后，周阳春当庭获释，但在9月16日判决书送达后遂決定向长沙市中级人民法院提出上诉，并于9月23日寄出诉状。
2022年1月7日，长沙市中级人民法院二審不开庭审理维持原判。
2023年5月23日，周阳春向长沙市中级人民法院提交刑事申诉状，申诉请求为撤销刑事判决书和刑事裁定书。

## 各方反应
2月24日上午，货拉拉就此事公开致歉，并公布多项整改措施。包括：升级安全事件处理流程，对于重大安全事件，由CEO直接牵头成立处理小组专项处理；在跟车订单场景中上线强制全程录音功能，确保遇到意外时能够及时掌握车内情况，并便于警方取证等。
司机家属和部分民间意见认为，该事件中司机除了服务态度不好以及与乘客沟通不畅之外并没有其它过错，不应承担刑事责任，事件发展至如今地步是因为包括女性主义等舆论影响了司法公正。具体而言，并没有任何规定要求司机严格按照导航行车，而结合当时的路况来看司机选择的路线效率更高，故司机偏离导航并无不妥；而乘客跳车则属于小概率事件，对司机而言不具有可预见性，也超出了司机的能力范围，因此司机不应对此后果负有责任。针对该案件，大量网民基于自身性别进行判断。
有媒体称车莎莎生前在其叔叔的公司中担任“人力资源经理”，但实际的工作职责是引导男性用户在旗下APP内向女主播付费赠送虚拟礼物，此外还有频繁搬家的经历，一些网民据此认为车莎莎是因为其工作性质导致对男性缺乏信任，从而在事发当时的场景中认为跳车是更好的选择。

## 影视作品
以下作品改编自该案：
- 《底线》第22集富大龙案